# 頤樓
頤樓，是位於臺灣臺南市柳營區士林里的園邸，其主體為畫家劉啟祥父親在1910年代所建，今作為劉啟祥紀念美術館使用。

## 建築

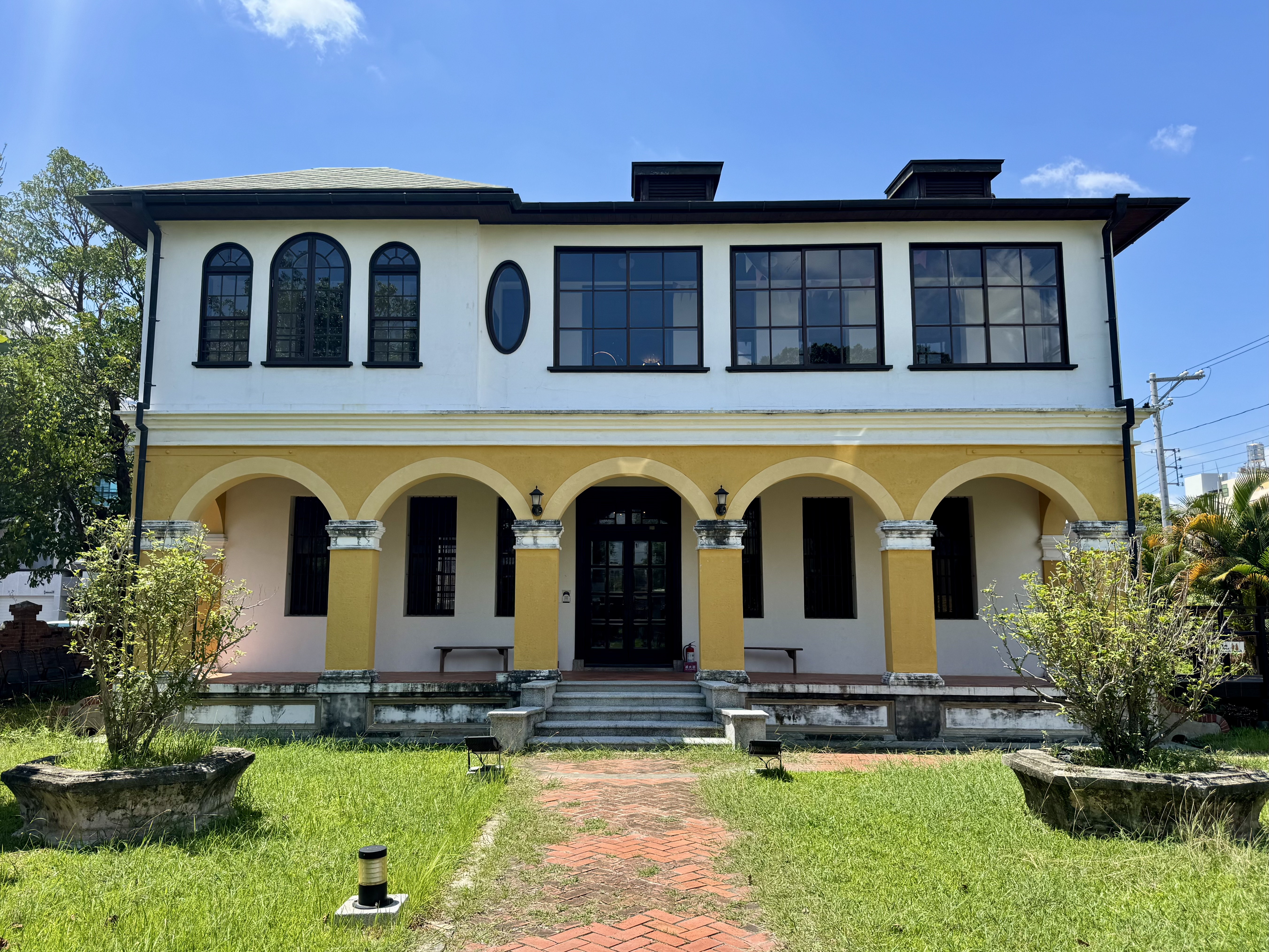
頤樓主體

柳營區士林里為柳營劉家的祖居地，在此建有洋宅、傳統合院等。其中劉啟祥的故居在柳營劉家宗祠左側，距柳營車站1.3公里，門號為中山西路三段112號，占地約600坪，園中種植有白蓮霧老樹，主建物的頤樓與附屬的劉啟祥畫室都採用鵝黃色。
頤樓的「頤」字可解釋是「期頤」（百歲）。此建物為劉啟祥父親劉焜煌約建於1911年到1918年，具有和式外窗與西式拱門等和洋折衷建築特色，修飾僅為簡單線條，外牆以遍佈鋼條和鋼釘加強結構，二樓設有採光極佳的陽台。
劉啟祥畫室則是1946年興建，建物具有南歐色彩，磚瓦又具閩南式建築特色。

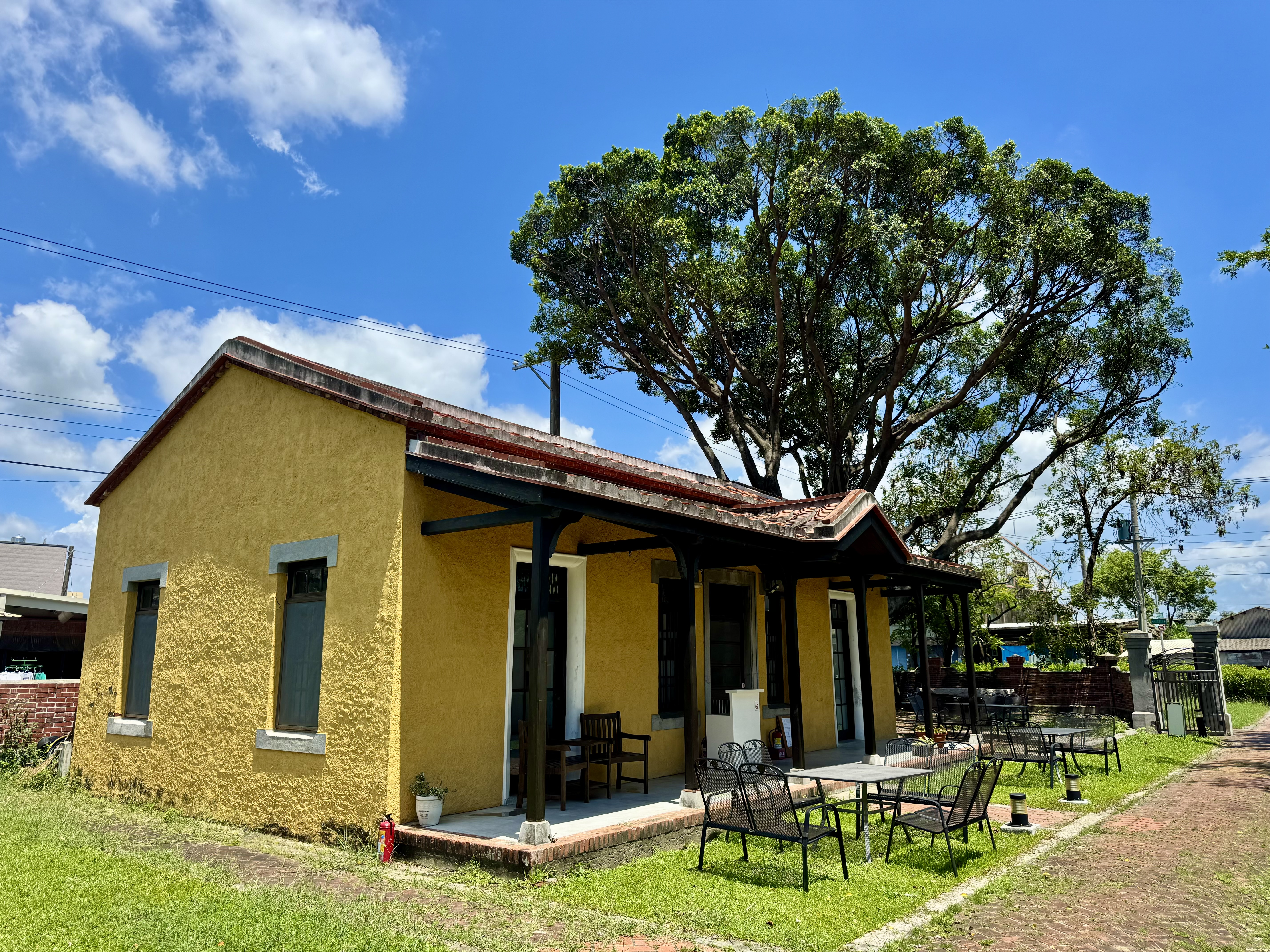
劉啟祥頤樓畫室

## 使用
1946年，劉啟祥攜長子劉耿一等從日本返回臺灣後，曾在此居住兩年。劉啟祥自1954年起常居於高雄縣大樹鄉小坪頂。宅邸則因環境敗落，而被附近居民認為有靈異傳說。劉啟祥於1998年4月27日逝世時，遺願是為自己與三位孩子建立美術館。
2003年12月27日，外地人士林浿瑀進駐此園邸，以作為咖啡館活化。之後因白蟻、租金等維護資金問題，咖啡館於2008年10月12日結束營業。
劉啟祥兒子劉俊禎本想以高雄縣政府經費將父親在大樹鄉小坪村的房子作為劉啟祥美術紀念館，但因必須捐出作公有而受阻。2012年起，台南市政府文化局局長葉澤山、柳營區區長李添財積極說服劉焜煌17位後代同意，讓頤樓成為臺南市歷史建築來修復以作劉啟祥美術紀念館。
2017年1月起，臺南市政府花費新臺幣2,543萬元進行修復。2018年12月15日由文化局長葉澤山、柳營區長李宗翰、臺南市美術館館長潘襎、劉耿一與女兒劉雅亭等劉家後代子孫，共同進行故居掛牌開幕。
啟用後，頤樓展示劉啟祥複製畫作等，每周三到周日上午10時至下午6時開放。畫室作為委外咖啡館經營。